# Homestake Mine (South Dakota)

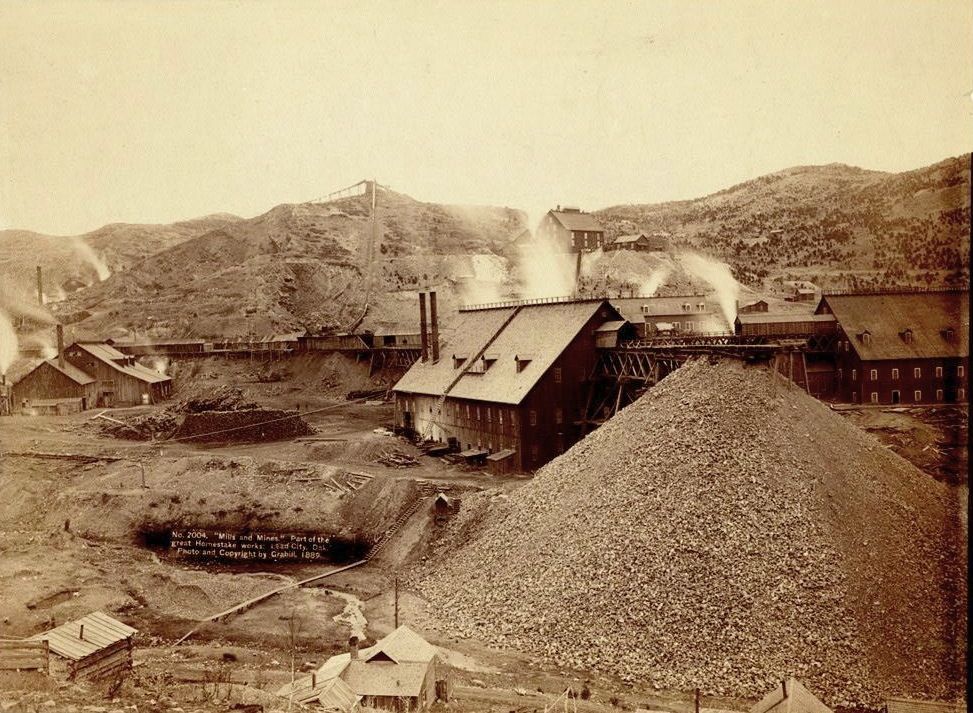
Homestake Mine in 1889

De Homestake Mine was een goudmijn nabij Lead, South Dakota. De mijn ligt vier kilometer buiten Deadwood en speelt een belangrijke rol in de geschiedenis van die bij de goldrush ontstane plaats.
De goudvoorraad werd in april 1876 ontdekt door Moses Manuel en Hank Harney. Een drietal ondernemers, George Hearst, Lloyd Tevis en James Ben Ali Haggin, kocht haar in 1877 voor $70.000 namens Hearst, Haggin, Tevis and Co.. George Hearst leidde vervolgens de bouw en het beheer van de mijn. Tot de sluiting op 10 juni 2003 (na het staken van de productie eind 2001) was het de grootste en diepste goudmijn van het westelijk halfrond.